# High Mileage Vehicles

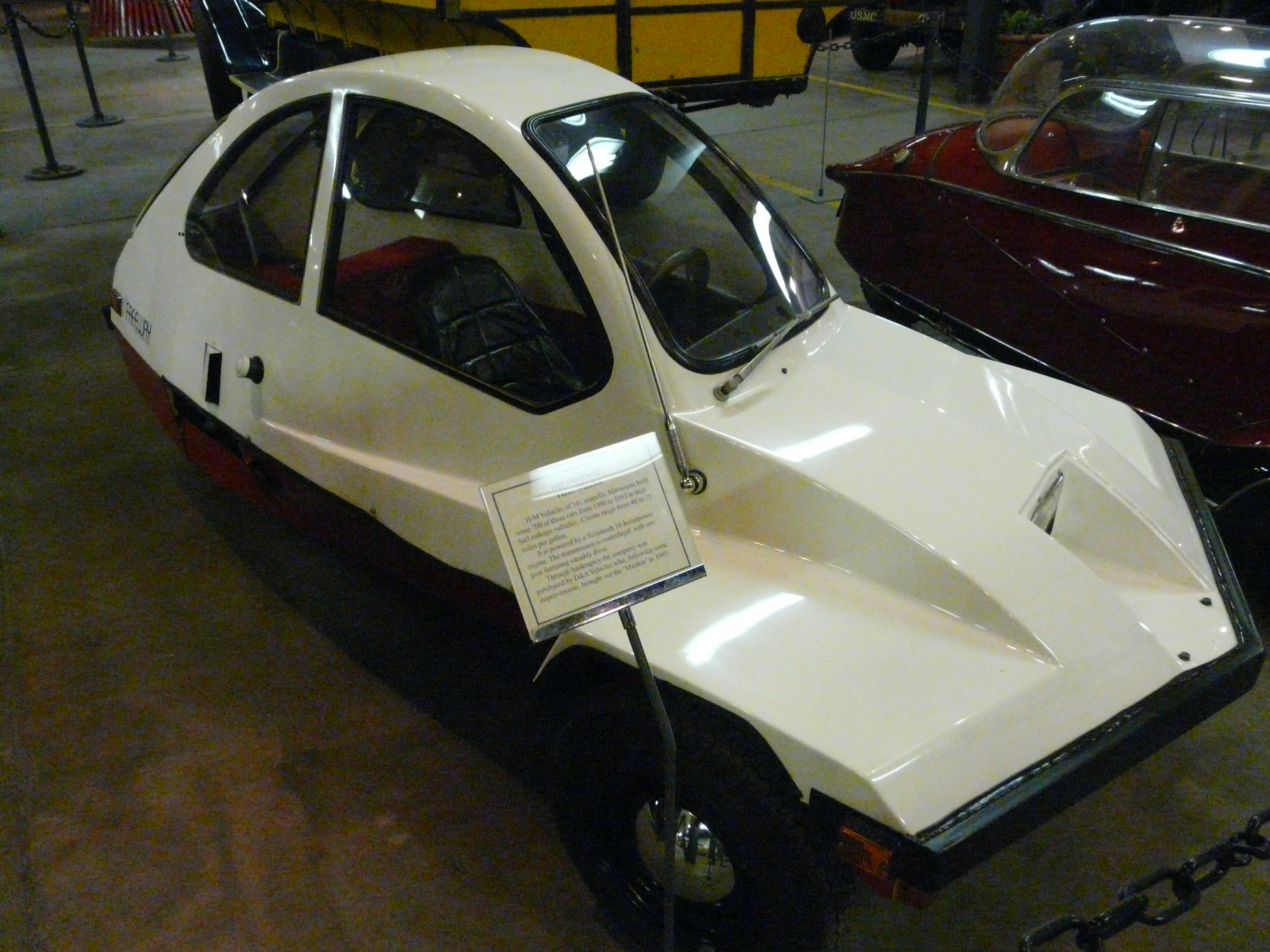
H-M-Vehicles Freeway

High Mileage Vehicles war ein US-amerikanischer Hersteller von Automobilen.

## Unternehmensgeschichte
Das Unternehmen hatte seinen Sitz in Burnsville in Minnesota. Etwa zwischen 1979 und 1982 stellte es Automobile her. Zum Markennamen gibt es unterschiedliche Angaben: H-M, H-M Free-Way (wobei Free-Way offensichtlich der Modellname ist), H.M., H.M Vehicles, HM Vehicles und HMV. Insgesamt entstanden etwa 700 Fahrzeuge.

## Fahrzeuge
Das einzige Modell war ein dreirädriger Kleinstwagen mit einzelnem Hinterrad. Die Ausführung Electric hatte einen Elektromotor mit 6 PS Leistung. Alternativ standen Einzylinder-Ottomotoren mit 340 cm³ Hubraum und 450 cm³ Hubraum zur Verfügung. Die geschlossene Karosserie bot Platz für eine Person.